# Petit dodécicosidodécaèdre ditrigonal
En géométrie, le petit do ditrigonal est un polyèdre uniforme non convexe, indexé sous le nom U43.
Il partage son arrangement de sommets avec le grand dodécaèdre étoilé tronqué. Il partage, de plus, ses arêtes avec le petit icosicosidodécaèdre et le petit dodécicosaèdre.